# 알브레히트 폰 발렌슈타인
알브레히트 벤첼 오이제비우스 폰 발렌슈타인(독일어: Albrecht Wenzel Eusebius von Wallenstein 또는 발트슈타인(Waldstein), 체코어: Albrecht Václav Eusebius z Valdštejna 알브레흐트 바츨라프 에우세비우스 스 발트슈테이나[*], 1583년 9월 24일 ~ 1634년 2월 25일)은 보헤미아의 군인이자 정치가로서, 30년 전쟁 중 30,000명에서 100,000명에 달하는 병력으로 신성 로마 제국의 페르디난트 2세 황제에 충성하는 사령관으로 활약했다. 그러나 페르디난트 2세 황제가 그에게 등을 돌리자 반황제 음모를 꾀하다가 부하들에게 암살당했다.

## 어린 시절과 활동

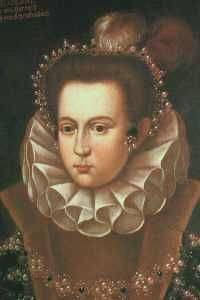
발렌슈타인의 두번째 부인 이자벨레 폰 하라흐

발렌슈타인은 보헤미아의 헤르주마니체에서 귀족 집안에 태어났다. 그의 부모인 아버지 빌헬름 폰 발트슈타인(Wilhelm von Waldstein)과 어머니 마가레테 스미리츠키(Margarete Smiricky)는 발렌슈타인이 12세 되던 해에 죽었고, 발렌슈타인은 숙부인 알브레히트 슬라바타 폰 코슘베르크(Albrecht Slawata von Koschumberg)밑에서 자랐다. 숙부는 그를 슐레지엔의 골드베르크에 있는 개신교 문법학교에 보냈으며 1599년에는 알트도르프에 있는 개신교 대학에 보내졌다. 그는 1559년 ∼ 1602년에 독일, 프랑스, 이탈리아를 거쳐 널리 여행했는데, 이탈리아 파도바와 볼로냐에서 강의를 들었으며, 이탈리아의 바로크 양식 미술과 건축에 취미를 갖게 되었다.
조르지오 바스타가 지휘하는 루돌프 2세의 군대에 입대했고, 1606년에는 로마 가톨릭 교회교도로 개종해 합스부르크 왕가와 예수회의 환심을 사게 되었다. 발렌슈타인은 로마 가톨릭으로 개종했지만, 신앙에 충실한 로마 가톨릭 교도가 된 것은 아니었다.
3년 후인 1609년 발렌슈타인은 보헤미아로 돌아왔다. 발렌슈타인은 예수회 고해신부의 주선으로 모라비아에 거대한 영지를 가진 3살 연상의 체코인 미망인 루크레치에 넥쇼바(Lukrécie Nekšová)와 1609년에 결혼했고, 1614년에 그녀가 죽자 그 재산을 상속했다. 그는 자신의 비용으로 장차 신성로마황제가 될 합스부르크 왕가의 페르디난트 2세에게 베네치아와 전쟁(1617년)을 지원하기 위해 200명의 기병을 제공하여 그의 호의를 얻었다.
발렌슈타인은 1617년에 하라흐 백작(Count Harrach)의 딸인 이자벨라 카타리나와 결혼하여 아들 하나, 딸 하나를 두었다. 아들은 어렸을 때 죽었고, 딸은 살아남았다.

## 30년 전쟁
보헤미아인들이 합스부르크 왕가의 지배에 대항해 일으킨 반란(1618년∼1623년)이 30년 전쟁이다. 30년 전쟁이 시작되면서 발렌슈타인은 황제파로 분류되어 재산을 뺐겼고, 그는 빈으로 탈출했다. 그는 페르디난트에게 여전히 충성했으며, 자신의 귀족 동료들이 정치적, 군사적으로 무기력하다는 것을 늘 멸시하고 있었다. 반란군이 재산을 몰수했지만, 그는 기병대를 모집해 1619년∼1621년의 전투에서 훌륭한 역할을 하였다.
발렌슈타인은 페르디난트의 승리로 커다란 이익을 보게 되었다. 보헤미아 왕국의 총독으로 임명되었고, 보헤미아·모라비아·오스트리아에서 액면가의 절반(곧 1/3로)으로 화폐를 찍어낼 수 있는 유일한 권한을 받은 사업체의 일원이 되었다. 이처럼, 평가절상된 화폐를 가지고 처형이나 추방당한 귀족들의 영지 60여 개를 공시지가의 절반에 사들였다. 북동부 보헤미아를 전부 손아귀에 넣음으로써 신성로마제국의 제후 반열(1623년 9월 7일)에 들게 되고, 1624년 3월 12일에는 프리틀란트 제후가 되었으며, 마침내는 화폐 발행권을 가진 프리틀란트 공작(1625년 6월 13일)이 되었다. 1623년에 발렌슈타인은 황제의 가장 유력한 고문인 카를 폰 하라흐의 딸 이자벨라 카타리나와 결혼했다.

### 권좌에 오르다

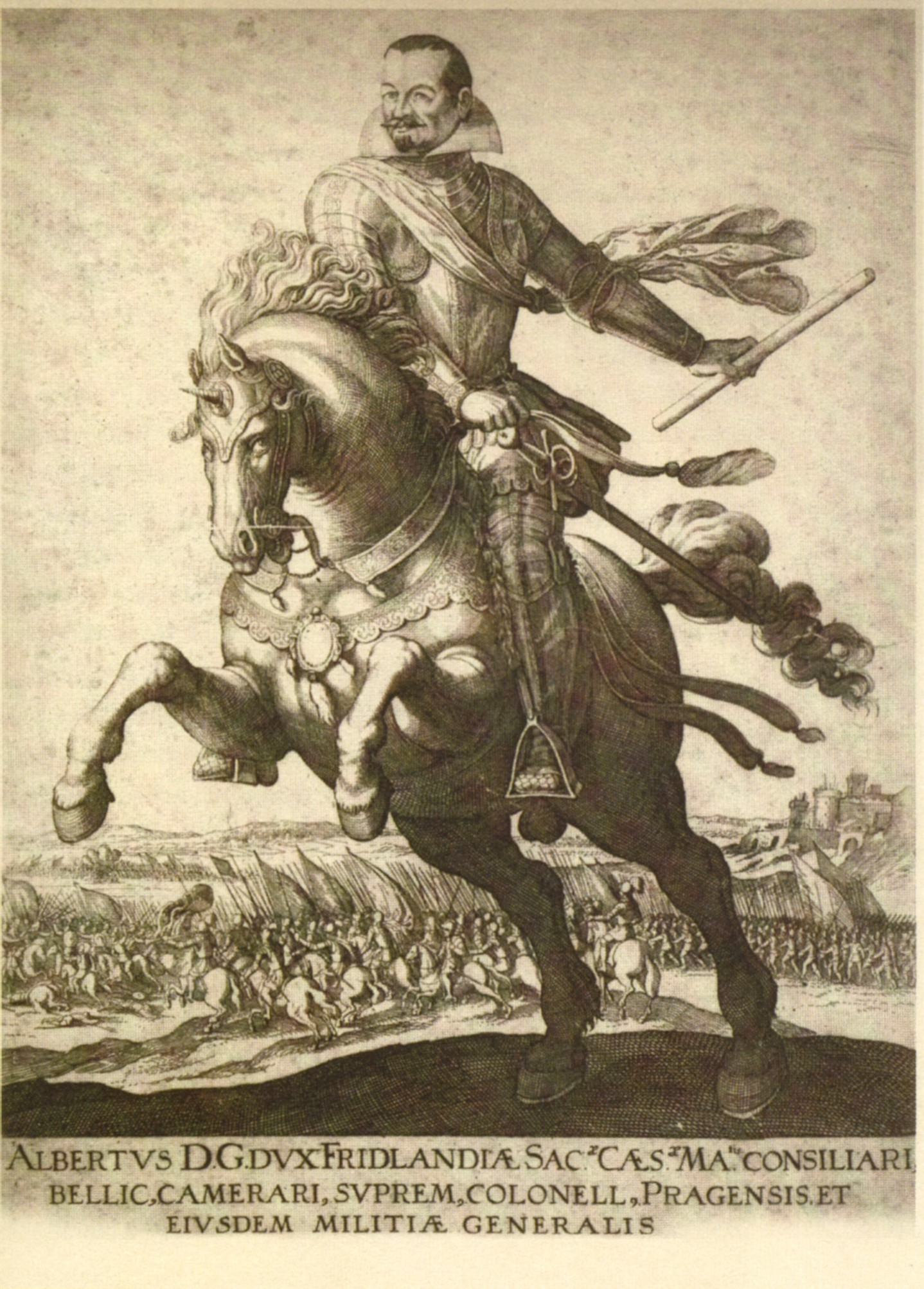
볼가스트 전투에서 발렌슈타인

덴마크 전쟁(1625년∼1629년)이 터지면서 발렌슈타인은 최고의 기회를 맞이했다. 바이에른의 막시밀리안 공작 1세 휘하의 로마 가톨릭 동맹에 의존하고 있는 것에 굴욕감을 느끼고 있던 페르디난트는 발렌슈타인이 황제의 재정에는 아무런 부담을 주지 않고, 2만4,000명의 독립적인 황제군을 편성해주겠다고 제안하자 이를 혼쾌히 받아들였다.
발렌슈타인은 이러한 기반 위에서 1625년 4월 7일 신성로마제국과 저지대 지방(지금의 베네룩스3국)에 주둔한 황제군 전체의 지휘관으로 임명되었으며, 알드링겐 백작 요한 장군을 부관으로 삼았다. 발렌슈타인은 연대장들에게 병력소집비용을 미리 줌으로써 그들을 자기 사람으로 만들었다. 그의 프리틀란트 공작령은 무기와 군수품을 보급하는 거대한 중심지가 되었다.
새로 구성된 군대는 개신교 사령관 만스펠트 백작 에른스트를 데사우 근처에서 물리쳐 첫 승리를 거두었으나(1626년 4월 25일), 발렌슈타인은 만스펠트가 도망가게 내버려두었다는 비난을 받고 사임의사를 밝혔다. 자신의 권한을 확대하고 군대를 7만으로 늘린다는 허락을 받고서야 비로소 그는 떠나지 않기로 했다.

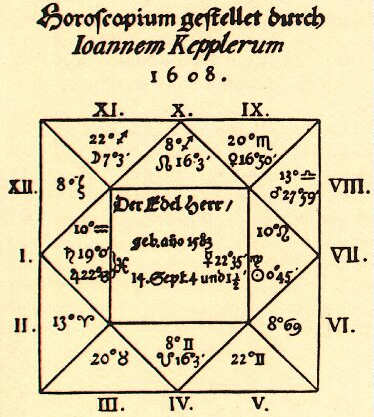
1628년, 천문학자 요하네스 케플러가 발렌슈타인의 점성사가 되었다. 당시 케플러가 발렌슈타인에게 헌정한 천궁도.

발렌슈타인은 헝가리의 지도자 가보르 베틀렌이 어쩔 수 없이 프레스부르크(포조니)화약(1626년 12월)을 맺도록 하는 데 힘썼으며, 슐레지엔에서 덴마크인을 내쫓고(1627년 7월), 바이에른의 틸리 백작 요한 체르클라에스 장군과 힘을 합쳐, 메클렌부르크·홀슈타인·슐레스비히, 그리고 덴마크 전체를 정복했다. 자신이 지출한 비용을 돌려받는 대신에 그는 슐레지엔의 자간 공국(1627년 9월 1일)뿐만 아니라, 제국의 세습봉토로서 메클렌부르크 공작령(1629년 6월 16일)을 받았다. 그 당시 그의 활동은 절정에 다다랐다.
덴마크를 지지했다는 이유로 추방당한 메클렌부르크 공작들이 지녔던 지위에 오르고 나서 발렌슈타인의 안목은 완전히 바뀌었다. 그는 합스부르크 왕가를 위해 했던 일을 끝내고 독자적인 정책을 추구하기 시작했다.
덴마크 전쟁이 벌어지는 동안 처음으로 해상무역과 해군력에 눈을 뜸으로써 국제관계를 더욱 더 새롭게 인식하게 되었다. 제국 함대와 북해 및 발트해의 제독으로 임명되었으며(1628), 네덜란드와 영국의 해운업을 앞지르기 위해 황제, 스페인, 한자동맹 도시들로 이루어진 거대한 무역회사를 구상했다. 그러나 이 계획은 부하 한스 게오르크 폰 아르님 장군이 일급 해군기지로 물망에 오른 슈트랄준트를 정복하지 못해 수포로 돌아갔다.

### 복구령반대
그러나 발렌슈타인은 로마 가톨릭을 보편화하려는 페르디난트 2세의 성향과도, 그리고 페르디난트를 독일의 최고지배자로 만들겠다는 이전에 품었던 자신의 바람에서도 너무나 멀리 떨어져있었기 때문에, 개신교 이웃들인 브란덴부르크, 포메라니아, 한자동맹 도시들과 정치적·경제적으로 의논했다. 그리고 덴마크에 관대한 강화조건을 내놓으라고 페르디난트에게 조언했으며, 1552년 이후 개신교가 자리잡아온 모든 교회령을 로마 가톨릭 교도들에게 되돌려주라는 페르디난트 2세의 복원칙령(Edict of Restituion:1629년)을 강력히 반대했다.
슈트랄준트를 정복하는 데 실패한 일은 독일 제후들에게 표면적으로는 발렌슈타인을 공격함으로써 그들이 황제를 겨냥해 오랫동안 준비해온 반기를 들 구실을 주었다. 그들의 주된 불만은 황제군의 창설이었는데, 그것은 중세 이후로는 없었으며 전제 정치의 수단이 될 수 있기 때문이었다. 레겐스부르크의 선제후회의(Electoral Diet:1630년 7월 ∼ 8월)에서 프랑스의 지도 아래 황제에 대항하기 위해 손잡은 로마 가톨릭 제후와 개신교 제후들은 발렌슈타인을 해임하고, 황제군을 사실상 해산하지 않는다면, 황제의 아들 페르디난트 3세를 장차 황제로 뽑지 않겠노라고 황제를 위협했다. 1630년 8월 13일 페르디난트는 자신의 총사령관 발렌슈타인을 해임했다.
이때부터 발렌슈타인은 페르디난트와 선제후회의의 결정에 한몫했던 바이에른의 막시밀리안에게 원한을 갚기로 결심했다. 그는 황제에 맞서는 제후들을 지지해 독일로 쳐들어왔던 스웨덴 왕 구스타브 2세 아돌프와 1630년 11월부터 음모를 꾸미고 있었다. 구스타브는 발렌슈타인이 자기 비용으로 일으키기로 약속했던 군대와 협조하고 그를 합스부르크 지배 영토의 부왕으로 임명하며 그가 보헤미아의 왕으로 뽑히도록 지원하려고 했던 것 같다. 그러나 구스타브는 스웨덴군의 지휘를 발렌슈타인에게 맡기려 하지 않았다. 황제는 도중에 가로챈 편지로 이러한 협상을 알게 되었다. 그러나 브라이텐펠트 전투에서 스웨덴군이 발렌슈타인의 뒤를 이어 사령관이 된 틸리 장군에게 승리를 거두자(1631년 9월 17일), 황제는 다시 한번 발렌슈타인에게 총지휘권을 맡아줄 것을 제안해야만 했다.
발렌슈타인은 3개월 이내에 4만 명의 군대를 마련해주겠다고 약속했을 뿐이었다. 그러나 총사령관이 없는 군대는 쓸모가 없었으므로 페르디난트는 발렌슈타인의 과도한 요구를 들어주기로 했다(1632년 4월 16일). 즉, 발렌슈타인 자신에게 전체 황제군(장교들은 발렌슈타인이 임명하는 것으로 되어 있었음)에 대한 절대적인 지휘권을 주고, 작센과 협상에 들어갈 권한을 주며, 제국 안의 모든 몰수지들을 먼저 차지할 권리를 주고 메클렌부르크(구스타브가 이전의 공작들에게 되돌려주었음)에 대한 담보로 슐레지엔의 글로가우 공국을 달라는 요구에 양보한 것이다. 발렌슈타인은 몇 주 안에 아르님 휘하의 작센인들을 보헤미아에서 깨끗이 내쫓고, 방어전략을 구사해 구스타브를 바이에른과 프랑코니아에서 내몰았으며(1632년 7월 ∼ 9월), 선제후 요한 게오르크 1세를 스웨덴 동맹세력에서 떼어놓기 위해 작센의 대부분을 점령했다.

### 뤼첸 전투
1632년 11월 16일에 벌어진 뤼첸 전투는 발렌슈타인의 활동에 마지막 전환점이 되었다. 이 전투에서 그와 구스타브는 다시 한번 맞부딪쳤고, 스웨덴이 승리했지만 구스타브는 전사했다. 이 때문에 발렌슈타인은 더 이상 황제에게 절대적으로 필요한 존재가 되지 못했다. 발렌슈타인은 자신이 중재자로 나서서, 제국의 평화를 가져오려는 뜻을 품고 있었다. 이를 위해 자기 군대를 고스란히 자신의 통제 아래에 두어야만 했다.

## 몰락과 죽음

프라하의 발트슈테인 정원. 오른쪽 위로 프라하 성이 보인다.

황제에게 발렌슈타인은 이제 반역자이자 배반자였다. 그는 보헤미아·슐레지엔·오스트리아 등 합스부르크 영토 안에 자기 군대를 숙영시켰다. 알자스·프랑코니아·스와비아·바이에른을 짓밟았던 스웨덴인들이 핵심 요새인 레겐스부르크를 빼앗아 마침내 승리를 거두었을때(1633년 11월)도 꼼짝하지 않았고, 남서부 독일에 있는 스페인 세력을 지원하지도 않았다. 그는 브란덴부르크를 위협해 스웨덴과 동맹에서 빠져나오게 하려는 등의 정치적 이유로 슐레지엔과 브란덴부르크에서 역사적인 마지막 전투(1633년 10월)를 벌였다.
동시에 발렌슈타인은 작센·브란덴부르크·스웨덴·프랑스 등과 제각기 다르며 종종 모순되는 제의를 내걸면서 평화협상을 이끌어갔다. 작센과 브란덴부르크를 대표해 협상에 임한 아르님은, 발렌슈타인의 겉과 속이 다른 태도에 환멸을 느끼고 그를 가장 미워하는 적이 되었다. 스웨덴의 총리 악셀 옥센셰르나와 바이마르의 베른하르트는 부하 장군들이 자기를 따를 것이라는 발렌슈타인의 확신이 잘못된 것이라고 정확하게 추측했다. 보헤미아를 떠나 있던 이주민들만이 장차 그들의 왕이 될지도 모르는 사람에게 모든 희망을 걸고 있었다.
사실 발렌슈타인은 점성술의 예언을 맹신해 자기 부하 장군들을 완전히 잘못 판단하고 있었다. 그들 가운데 지도적인 장교들은 충성심이나 계산에 따라 황제의 편에 섰다. 오타비오 피콜로미니, 마티아스 갈라스, 알드링겐 백작 요한, 멜키오르 폰 하츠펠트, 심지어는 발렌슈타인의 점성술가 기안 바티스타 제노까지도 빈 궁정에 음모 진행 과정을 알려주었으며, 다른 장교들의 지지를 얻어놓고 있었다. 오로지 발렌슈타인과 처남-매부 사이인 아담 트로츠카, 야전사령관 크리스티안 폰 일로, 하인리히 홀크 만이 좋을 때나 싫을 때나 발렌슈타인을 따를 각오가 되어 있었지만, 홀크는 1633년 9월, 전염병으로 죽었다.
1634년 1월, 발렌슈타인은 반란을 준비하기 위해서 50여 명의 장군들과 연대장들을 필젠으로 불러모았다. 1월 12일 그들은 '그가 황제를 받들어 모시는 한' 그를 지지하기로 맹세했다. 그러나 그들이 그날 서명하기로 되어있던 선언문에는 이 조항이 빠져있었다. 피콜로미니가 보고를 돌리자 페르디난트 2세는 총사령관을 해임하고 그 자리에 갈라스를 대신 앉히며 필젠 선언문에 서명한 사람들 가운데 트로츠카와 일로를 제외한 모두를 사면하고, 발렌슈타인을 비롯해 함께 음모를 주도한 사람들을 전부 체포하거나 숙청하도록 명하는 특허장에 서명했다(1월 24일).
상당한 재정적·영토적 보상을 기대하면서, 사퇴서를 제출한 발렌슈타인의 마지막 전향이 빈에서 무시당했으며, 발렌슈타인이 32명의 연대장들과 함께 황제에게 충성을 맹세한 제2의 필젠 선언(1634년 2월 20일)도 역시 마찬가지였다. 프라하가 황제를 지지한다고 선언했을때, 발렌슈타인은 스웨덴인과 작센인들과 힘을 합쳐보겠다는 생각으로 필젠을 떠나 에거(오늘날 체코의 헤프)로 향했다. 2월 25일, 거기서 그와 트로츠카, 일로, 그 밖의 장교들은 아일랜드인 월터 버틀러 장군, 그리고 스코틀랜드 출신 연대장인 월터 레슬리와 존 고든이 지휘하는 병사들에게 살해되었다. 영국인 대장 월터 데버루가 잠결에 일어나 살려달라고 애원하는 발렌슈타인을 미늘창으로 살해했다.
사후에 그의 유해는 현재 체코 공화국의 이친에 안장되었다.

## 문학속의 발렌슈타인
- 발렌슈타인의 생애는 독일의 시인 프리드리히 실러가 지은 3부작 희곡 《발렌슈타인》(Wallenstein)의 주제가 되었다.
- 오세영의 소설 《베니스의 개성상인》에서는 주인공 안토니오 꼬레아가 30년 전쟁 때 만난 인물로 등장한다. 발렌슈타인은 자신을 믿어주는 안토니오를 좋은 친구라고 생각한다.